# Soueix-Rogalle
Soueix-Rogalle [swɛks ʁɔɡal] (Soèish-Rogalla [swɛʃ ru'gallo] en occitan gascon) est une commune française située dans le département de l'Ariège, en région Occitanie. Sur le plan historique et culturel, la commune fait partie du Couserans, pays aux racines gasconnes structuré par le cours du Salat.
Exposée à un climat océanique altéré, elle est drainée par le Salat et par divers autres petits cours d'eau. Incluse dans le parc naturel régional des Pyrénées ariégeoises, la commune possède un patrimoine naturel remarquable : un site Natura 2000 (« Garonne, Ariège, Hers, Salat, Pique et Neste ») et quatre zones naturelles d'intérêt écologique, faunistique et floristique.
Soueix-Rogalle est une commune rurale qui compte 425 habitants en 2022, après avoir connu un pic de population de 856 habitants en 1846. Elle fait partie de l'aire d'attraction de Saint-Girons. Ses habitants sont appelés les Soueissois ou Soueissoises.
La commune fait partie de la communauté de communes Couserans - Pyrénées et du parc naturel régional des Pyrénées ariégeoises.
Le patrimoine architectural de la commune comprend un immeuble protégé au titre des monuments historiques : la chapelle Saint-Sernin, classé en 1977.

## Géographie

### Localisation
La commune de Soueix-Rogalle se trouve dans le département de l'Ariège, en région Occitanie.
Elle se situe à 33 km à vol d'oiseau de Foix, préfecture du département, à 12 km de Saint-Girons, sous-préfecture, et à 22 km de La Bastide-de-Sérou, bureau centralisateur du canton du Couserans Est dont dépend la commune depuis 2015 pour les élections départementales.
La commune fait en outre partie du bassin de vie de Saint-Girons.
Les communes les plus proches sont : 
Oust (2,1 km), Soulan (2,8 km), Seix (3,3 km), Sentenac-d'Oust (3,3 km), Aleu (4,5 km), Erp (5,5 km), Alos (5,7 km), Lacourt (6,6 km).
Sur le plan historique et culturel, Soueix-Rogalle fait partie du Couserans, pays aux racines gasconnes structuré par le cours du Salat (affluent de la Garonne), que rien ne prédisposait à rejoindre les anciennes dépendances du comté de Foix.
Les communes limitrophes sont Alos, Erp, Lacourt, Oust, Seix, Sentenac-d'Oust et Soulan.
| Lacourt         | Erp            | Soulan |
| Alos            | Soueix-Rogalle |        |
| Sentenac-d'Oust | Seix           | Oust   |

Commune située dans les Pyrénées centrales, en Couserans, traversée par le Salat.

### Géologie et relief
La commune est située dans les Pyrénées, une chaîne montagneuse jeune, érigée durant l'ère tertiaire (il y a 40 millions d'années environ), en même temps que les Alpes. Les terrains affleurants sur le territoire communal sont constitués de roches sédimentaires, métamorphiques ou plutoniques datant pour certaines du Mésozoïque, anciennement appelé Ère secondaire, qui s'étend de −252,2 à −66,0 Ma, et pour d'autres du Paléozoïque, une ère géologique qui s'étend de −541 à −252,2 Ma. La structure détaillée des couches affleurantes est décrite dans la feuille « no 1074 - Saint-Girons » de la carte géologique harmonisée au 1/50 000ème du département de l'Ariège, et sa notice associée.
La superficie cadastrale de la commune publiée par l’Insee, qui sert de références dans toutes les statistiques, est de 13,65 km2,. La superficie géographique, issue de la BD Topo, composante du Référentiel à grande échelle produit par l'IGN, est quant à elle de 13,89 km2. Son relief est particulièrement escarpé puisque la dénivelée maximale atteint 657 mètres. L'altitude du territoire varie entre 463 m et 1 120 m.

### Hydrographie

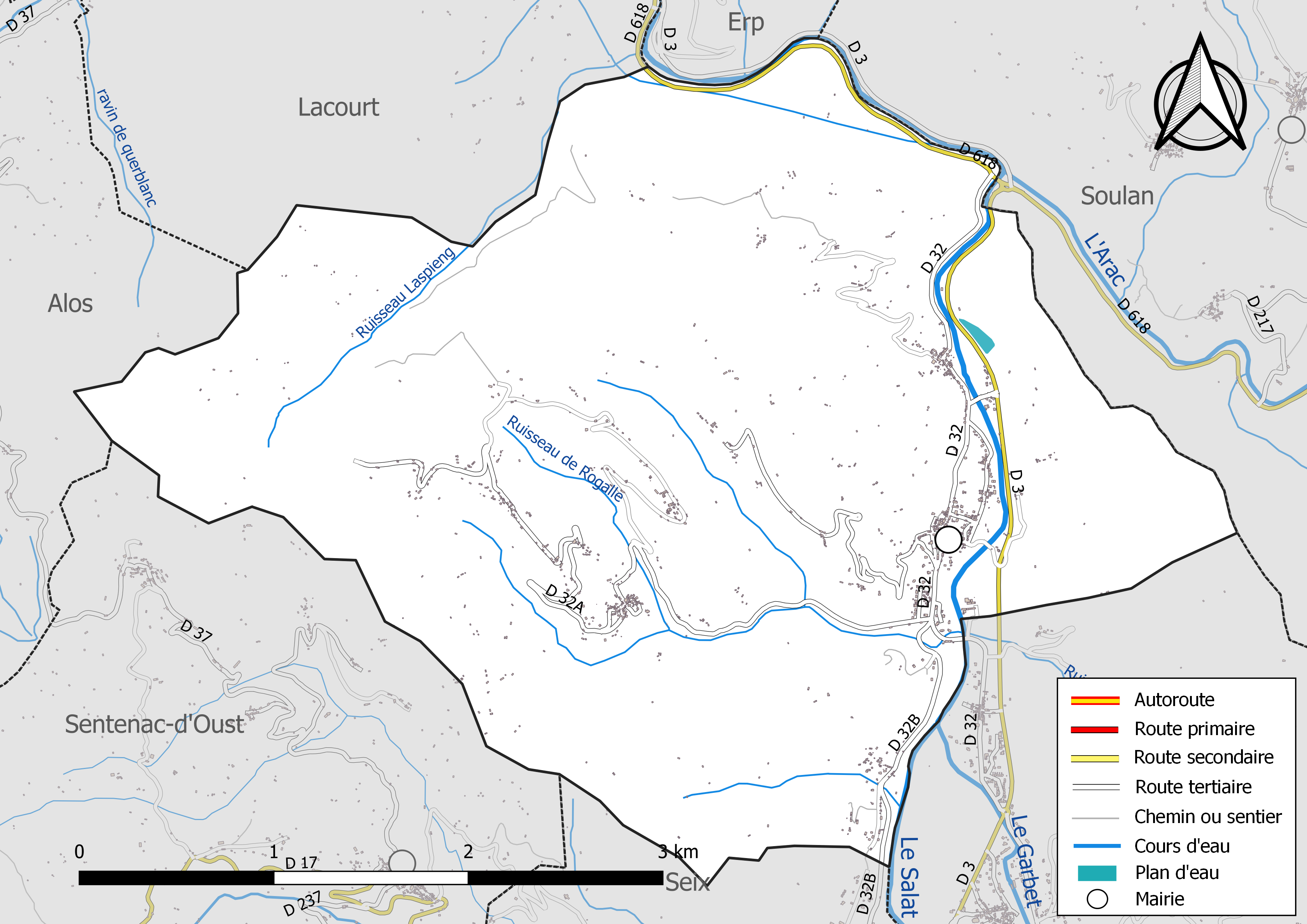
Réseaux hydrographique et routier de Soueix-Rogalle.

La commune est dans le bassin versant de la Garonne, au sein du bassin hydrographique Adour-Garonne. Elle est drainée par le Salat, le ruisseau de Rogalle, le ruisseau Laspieng et par divers petits cours d'eau, constituant un réseau hydrographique de 13 km de longueur totale,.
Le Salat, d'une longueur totale de 74,1 km, prend sa source dans la commune de Couflens et s'écoule du sud vers le nord. Il traverse la commune et se jette dans la Garonne à Boussens, après avoir traversé 27 communes.

### Climat
Pour des articles plus généraux, voir Climat de l'Occitanie et Climat de l'Ariège.
En 2010, le climat de la commune est de type climat océanique altéré, selon une étude s'appuyant sur une série de données couvrant la période 1971-2000. En 2020, Météo-France publie une typologie des climats de la France métropolitaine dans laquelle la commune est exposée à un climat de montagne et est dans la région climatique Pyrénées centrales, caractérisée par une pluviométrie annuelle de 1 000 à 1 200 mm.
Pour la période 1971-2000, la température annuelle moyenne est de 11,3 °C, avec une amplitude thermique annuelle de 14,9 °C. Le cumul annuel moyen de précipitations est de 1 056 mm, avec 9,9 jours de précipitations en janvier et 6,9 jours en juillet. Pour la période 1991-2020, la température moyenne annuelle observée sur la station météorologique la plus proche, située sur la commune de Lorp-Sentaraille à 15 km à vol d'oiseau, est de 12,5 °C et le cumul annuel moyen de précipitations est de 973,2 mm,. Pour l'avenir, les paramètres climatiques de la commune estimés pour 2050 selon différents scénarios d'émission de gaz à effet de serre sont consultables sur un site dédié publié par Météo-France en novembre 2022.

### Milieux naturels et biodiversité

#### Espaces protégés
La protection réglementaire est le mode d’intervention le plus fort pour préserver des espaces naturels remarquables et leur biodiversité associée,.
La commune fait partie du parc naturel régional des Pyrénées ariégeoises, créé en 2009 et d'une superficie de 245 973 ha, qui s'étend sur 138 communes du département. Ce territoire unit les plus hauts sommets aux frontières de l’Andorre et de l’Espagne (la Pique d'Estats, le mont Valier, etc) et les plus hautes vallées des avants-monts, jusqu’aux plissements du Plantaurel.

#### Réseau Natura 2000

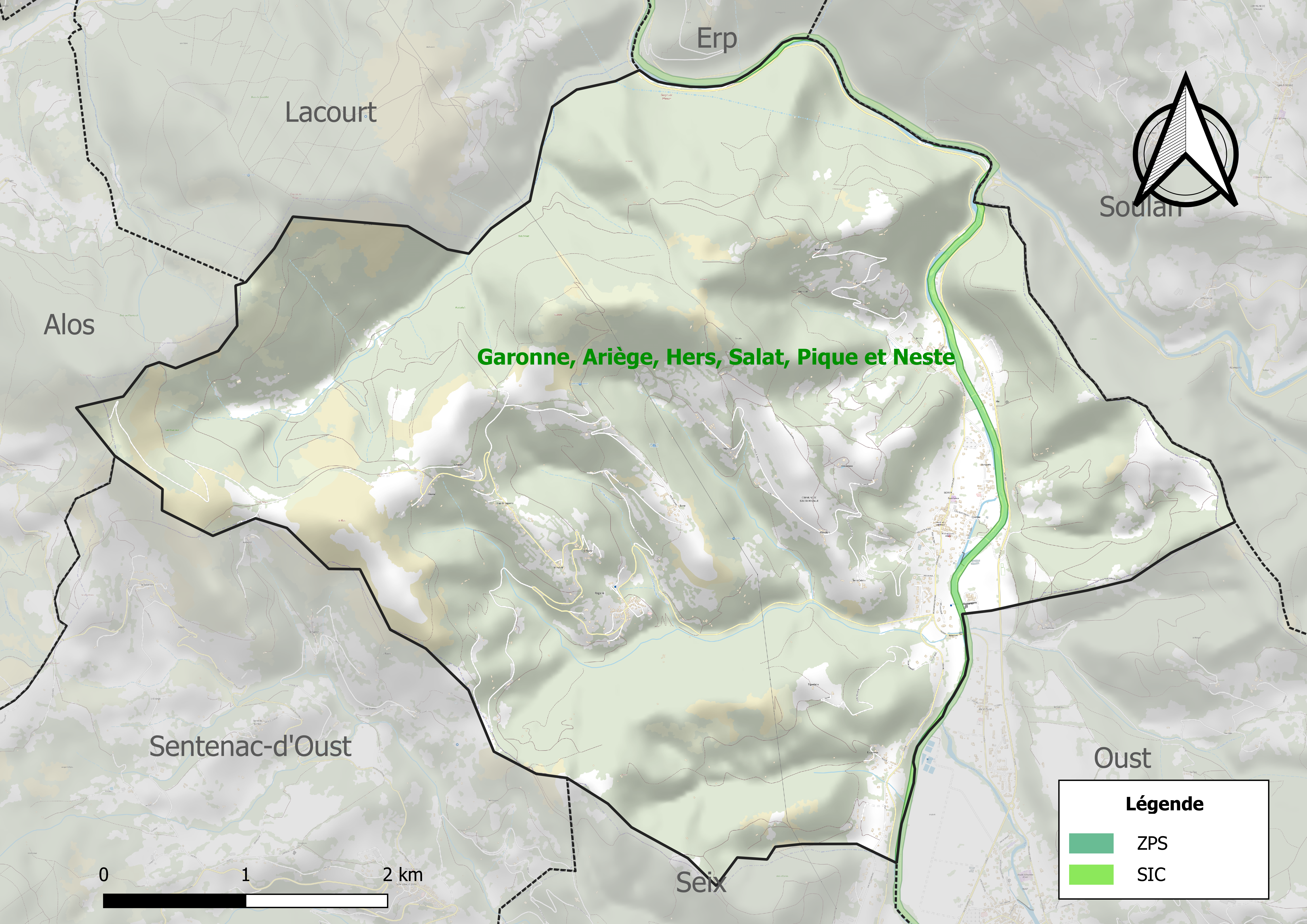
Site Natura 2000 sur le territoire communal.

Le réseau Natura 2000 est un réseau écologique européen de sites naturels d'intérêt écologique élaboré à partir des directives habitats et oiseaux, constitué de zones spéciales de conservation (ZSC) et de zones de protection spéciale (ZPS).
Un site Natura 2000 a été défini sur la commune au titre de la directive habitats : « Garonne, Ariège, Hers, Salat, Pique et Neste », d'une superficie de 9 581 ha, un réseau hydrographique pour les poissons migrateurs, avec des zones de frayères actives et potentielles importantes pour le Saumon en particulier qui fait l'objet d'alevinages réguliers et dont des adultes atteignent déjà Foix sur l'Ariège.

#### Zones naturelles d'intérêt écologique, faunistique et floristique
L’inventaire des zones naturelles d'intérêt écologique, faunistique et floristique (ZNIEFF) a pour objectif de réaliser une couverture des zones les plus intéressantes sur le plan écologique, essentiellement dans la perspective d’améliorer la connaissance du patrimoine naturel national et de fournir aux différents décideurs un outil d’aide à la prise en compte de l’environnement dans l’aménagement du territoire.
Deux ZNIEFF de type 1 sont recensées sur la commune :
« le Salat et le Lens » (712 ha), couvrant 32 communes dont 21 dans l'Ariège et 11 dans la Haute-Garonne, et 
le « massif du Bouireix et montagnes de Sourroque » (13 572 ha), couvrant 14 communes du département
et deux ZNIEFF de type 2, : 
- les « massifs du mont Valier, du Bouirex et montagnes de Sourroque » (32 357 ha), couvrant 18 communes du département[33] ;
- les « montagnes d'Ercé, d'Oust et de Massat » (30 350 ha), couvrant 13 communes du département[34].

Carte des ZNIEFF de type 1 et 2 à Soueix-Rogalle.
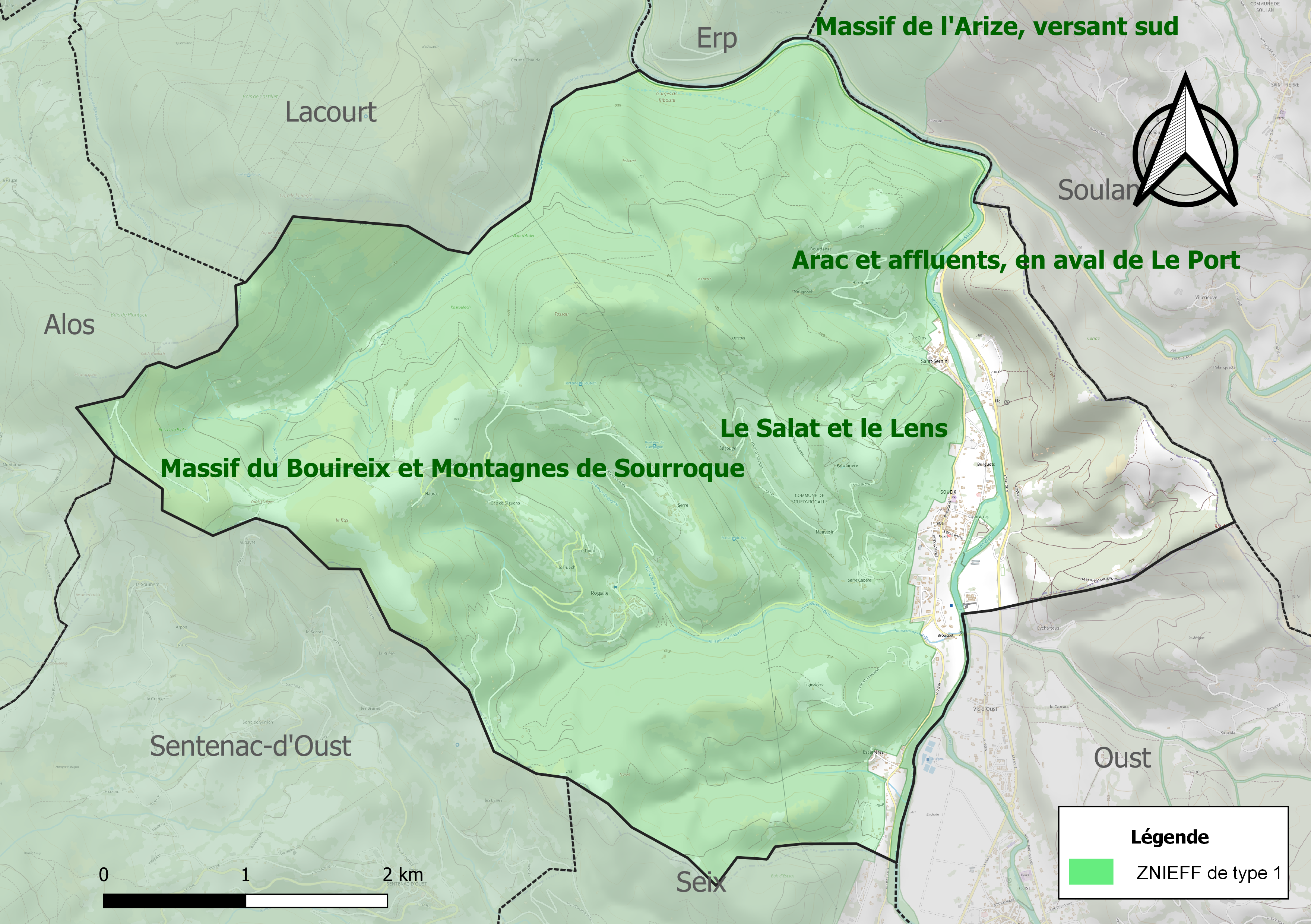
Carte des ZNIEFF de type 1 sur la commune.
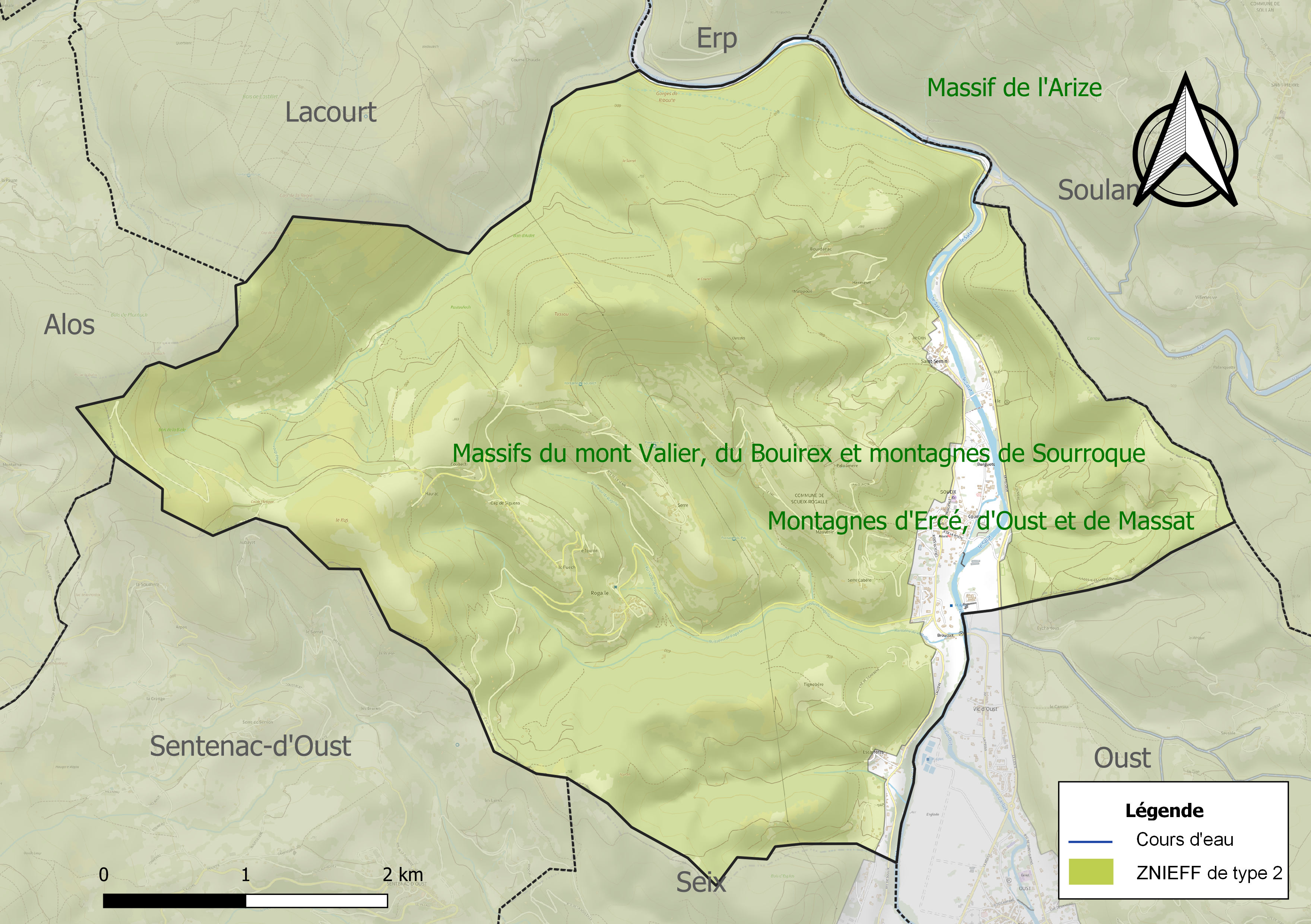
Carte des ZNIEFF de type 2 sur la commune.

## Urbanisme

### Typologie
Au 1er janvier 2024, Soueix-Rogalle est catégorisée commune rurale à habitat dispersé, selon la nouvelle grille communale de densité à 7 niveaux définie par l'Insee en 2022.
Elle est située hors unité urbaine. Par ailleurs la commune fait partie de l'aire d'attraction de Saint-Girons, dont elle est une commune de la couronne,. Cette aire, qui regroupe 70 communes, est catégorisée dans les aires de moins de 50 000 habitants,.

### Occupation des sols
L'occupation des sols de la commune, telle qu'elle ressort de la base de données européenne d’occupation biophysique des sols Corine Land Cover (CLC), est marquée par l'importance des forêts et milieux semi-naturels (74,1 % en 2018), en diminution par rapport à 1990 (77,4 %). La répartition détaillée en 2018 est la suivante : 
forêts (59,3 %), milieux à végétation arbustive et/ou herbacée (14,7 %), prairies (13,5 %), zones agricoles hétérogènes (10,1 %), zones urbanisées (2,4 %). L'évolution de l’occupation des sols de la commune et de ses infrastructures peut être observée sur les différentes représentations cartographiques du territoire : la carte de Cassini (XVIIIe siècle), la carte d'état-major (1820-1866) et les cartes ou photos aériennes de l'IGN pour la période actuelle (1950 à aujourd'hui).

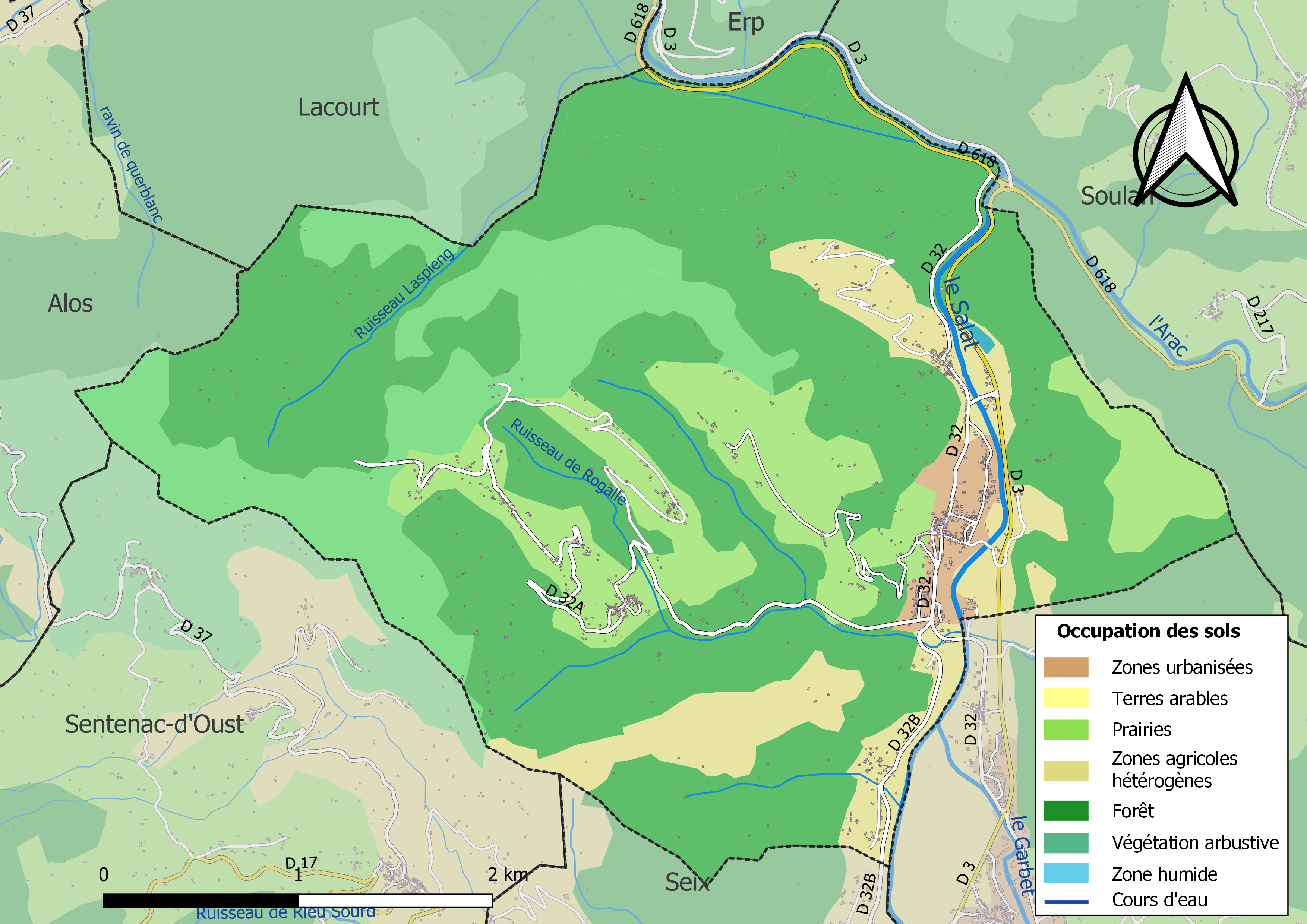
Carte des infrastructures et de l'occupation des sols de la commune en 2018 (CLC).

### Hameaux
Hameaux de Soueix : Coumélège, Escarrères, Herminet, Mauvezin, Saint-Sernin, Ségouge…
Hameaux de Rogalle : Aurac, Coume-de-Fasch, Escots, Pouich, Serre, Siguins…

### Habitat et logement
En 2018, le nombre total de logements dans la commune était de 480, alors qu'il était de 462 en 2013 et de 437 en 2008.
Parmi ces logements, 43,3 % étaient des résidences principales, 52,5 % des résidences secondaires et 4,2 % des logements vacants. Ces logements étaient pour 94,6 % d'entre eux des maisons individuelles et pour 5 % des appartements.
Le tableau ci-dessous présente la typologie des logements à Soueix-Rogalle en 2018 en comparaison avec celle de l'Ariège et de la France entière. Une caractéristique marquante du parc de logements est ainsi une proportion de résidences secondaires et logements occasionnels (52,5 %) supérieure à celle du département (24,6 %) et à celle de la France entière (9,7 %). Concernant le statut d'occupation de ces logements, 76,4 % des habitants de la commune sont propriétaires de leur logement (75,5 % en 2013), contre 66,3 % pour l'Ariège et 57,5 % pour la France entière.
| Typologie                                               | Soueix-Rogalle | Ariège | France entière |
| ------------------------------------------------------- | -------------- | ------ | -------------- |
| Résidences principales (en %)                           | 43,3           | 65,7   | 82,1           |
| Résidences secondaires et logements occasionnels (en %) | 52,5           | 24,6   | 9,7            |
| Logements vacants (en %)                                | 4,2            | 9,7    | 8,2            |

### Risques majeurs
Le territoire de la commune de Soueix-Rogalle est vulnérable à différents aléas naturels : inondations, climatiques (grand froid ou canicule), feux de forêts, mouvements de terrains et séisme (sismicité modérée). Il est également exposé à un risque particulier, le risque radon,.

#### Risques naturels

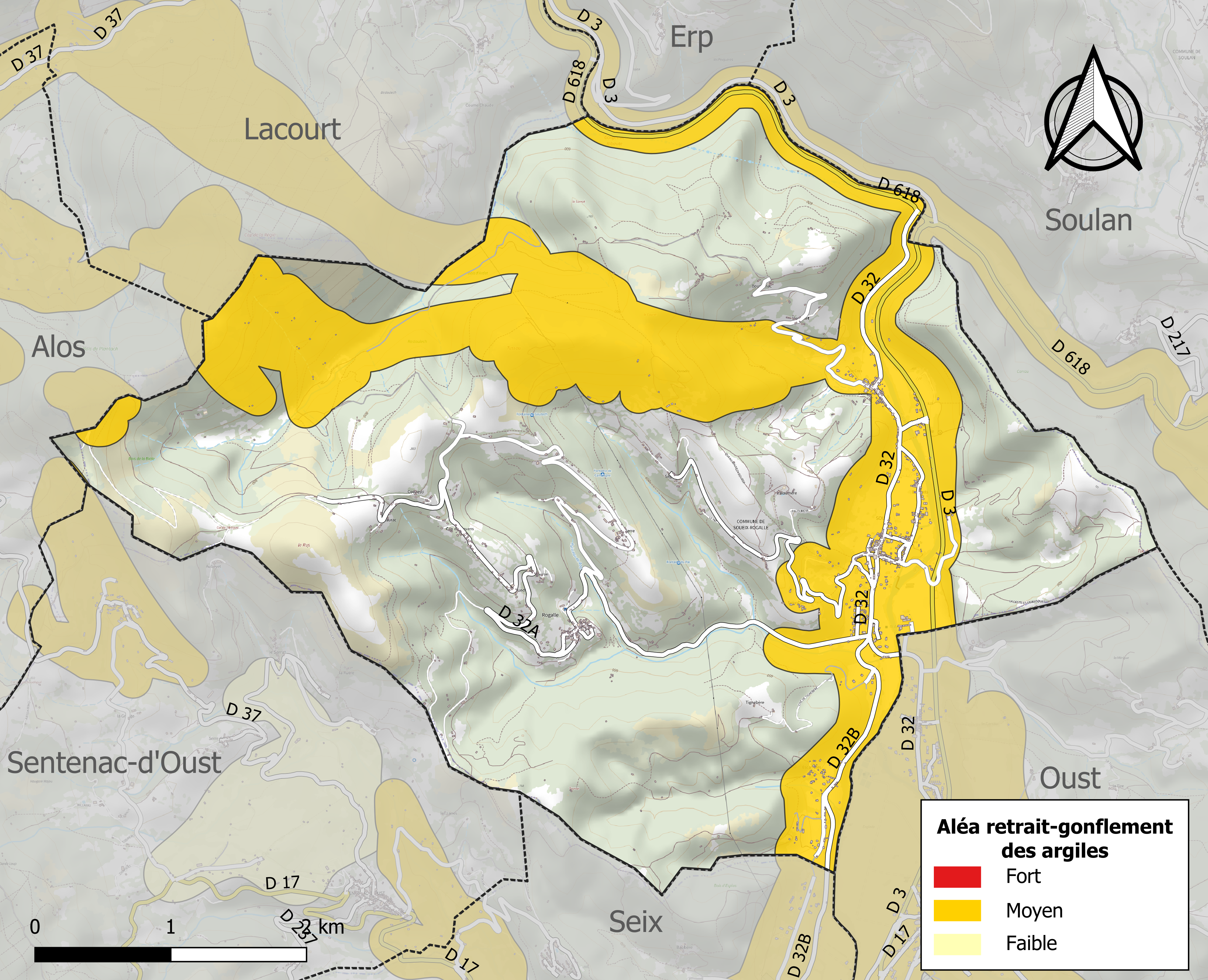
Zonage de l'aléa retrait-gonflement des argiles sur la commune de Soueix-Rogalle.

Certaines parties du territoire communal sont susceptibles d’être affectées par le risque d’inondation par débordement, crue torrentielle d'un cours d'eau, le Salat, ou ruissellement d'un versant. L’épisode de crue le plus marquant dans le département reste sans doute celui de 1875. Parmi les inondations marquantes plus récentes concernant le Salat figurent les crues de 1937 (un mort à Salau), de 1992 et de 1993.
Les mouvements de terrains susceptibles de se produire sur la commune sont soit des chutes de blocs, soit des glissements de terrains, soit des effondrements liés à des cavités souterraines, soit des mouvements liés au retrait-gonflement des argiles. Près de 50 % de la superficie du département est concernée par l'aléa retrait-gonflement des argiles, dont la commune de Soueix-Rogalle. L'inventaire national des cavités souterraines permet par ailleurs de localiser celles situées sur la commune.
Près de 50 % de la superficie du département est concernée par l'aléa retrait-gonflement des argiles, dont la commune de Soueix-Rogalle. L'inventaire national des cavités souterraines permet par ailleurs de localiser celles situées sur la commune.
Ces risques naturels sont pris en compte dans l'aménagement du territoire de la commune par le biais d'un plan de prévention des risques (PPR) inondation et mouvement de terrain approuvé le 23 septembre 2011 et un plan de prévention des risques Incendie de forêt approuvé le 10 décembre 2007.

#### Risque particulier
Dans plusieurs parties du territoire national, le radon, accumulé dans certains logements ou autres locaux, peut constituer une source significative d’exposition de la population aux rayonnements ionisants. Toutes les communes du département sont concernées par le risque radon à un niveau plus ou moins élevé. Selon la classification de 2018, la commune de Soueix-Rogalle est classée en zone 3, à savoir zone à potentiel radon significatif.

## Toponymie
Soueix : Du latin suillum, désignant la bauge du sanglier ou la soue[source insuffisante].

## Politique et administration

### Découpage territorial
La commune de Soueix-Rogalle est membre de la communauté de communes Couserans-Pyrénées, un établissement public de coopération intercommunale (EPCI) à fiscalité propre créé le 18 novembre 2016 dont le siège est à Saint-Lizier. Ce dernier est par ailleurs membre d'autres groupements intercommunaux.
Sur le plan administratif, elle est rattachée à l'arrondissement de Saint-Girons, au département de l'Ariège, en tant que circonscription administrative de l'État, et à la région Occitanie.
Sur le plan électoral, elle dépend du canton du Couserans Est pour l'élection des conseillers départementaux, depuis le redécoupage cantonal de 2014 entré en vigueur en 2015, et de la première circonscription de l'Ariège  pour les élections législatives, depuis le redécoupage électoral de 1986.

### Liste des maires
| Période                                  | Période   | Identité         | Étiquette | Qualité     |
| ---------------------------------------- | --------- | ---------------- | --------- | ----------- |
| 1947                                     | mars 1989 | Louis Souquet    |           |             |
| mars 1989                                | mars 2008 | Justin Clanet    |           |             |
| mars 2008                                | En cours  | Christiane Bonté |           | Enseignante |
| Les données manquantes sont à compléter. |           |                  |           |             |

## Démographie
L'évolution du nombre d'habitants est connue à travers les recensements de la population effectués dans la commune depuis 1793. Pour les communes de moins de 10 000 habitants, une enquête de recensement portant sur toute la population est réalisée tous les cinq ans, les populations de référence des années intermédiaires étant quant à elles estimées par interpolation ou extrapolation. Pour la commune, le premier recensement exhaustif entrant dans le cadre du nouveau dispositif a été réalisé en 2005.

En 2022, la commune comptait 425 habitants, en évolution de +0,71 % par rapport à 2016 (Ariège : +1,48 %, France hors Mayotte : +2,11 %).
| 1793 | 1800 | 1806 | 1821 | 1831 | 1836 | 1841 | 1846 | 1851 |
| ---- | ---- | ---- | ---- | ---- | ---- | ---- | ---- | ---- |
| 593  | 409  | 672  | 664  | 755  | 791  | 821  | 856  | 834  |

| 1856 | 1861 | 1866 | 1872 | 1876 | 1881 | 1886 | 1891 | 1896 |
| ---- | ---- | ---- | ---- | ---- | ---- | ---- | ---- | ---- |
| 767  | 771  | 776  | 777  | 804  | 797  | 784  | 782  | 751  |

| 1901 | 1906 | 1911 | 1921 | 1926 | 1931 | 1936 | 1946 | 1954 |
| ---- | ---- | ---- | ---- | ---- | ---- | ---- | ---- | ---- |
| 765  | 759  | 740  | 573  | 540  | 589  | 579  | 389  | 287  |

| 1962 | 1968 | 1975 | 1982 | 1990 | 1999 | 2005 | 2006 | 2010 |
| ---- | ---- | ---- | ---- | ---- | ---- | ---- | ---- | ---- |
| 275  | 240  | 347  | 312  | 348  | 361  | 359  | 360  | 406  |

| 2015 | 2020 | 2022 | - | - | - | - | - | - |
| ---- | ---- | ---- | - | - | - | - | - | - |
| 421  | 430  | 425  | - | - | - | - | - | - |

## Économie

### Revenus
En 2018, la commune compte 198 ménages fiscaux, regroupant 425 personnes. La médiane du revenu disponible par unité de consommation est de 19 610 € (19 820 € dans le département).

### Emploi
| Division       | 2008  | 2013   | 2018   |
| -------------- | ----- | ------ | ------ |
| Commune        | 9,6 % | 9,1 %  | 9,7 %  |
| Département    | 8,9 % | 11,1 % | 11,2 % |
| France entière | 8,3 % | 10 %   | 10 %   |

En 2018, la population âgée de 15 à 64 ans s'élève à 254 personnes, parmi lesquelles on compte 73,4 % d'actifs (63,7 % ayant un emploi et 9,7 % de chômeurs) et 26,6 % d'inactifs,. En  2018, le taux de chômage communal (au sens du recensement) des 15-64 ans est inférieur à celui de la France et du département, alors qu'en 2008 la situation était inverse.
La commune fait partie de la couronne de l'aire d'attraction de Saint-Girons, du fait qu'au moins 15 % des actifs travaillent dans le pôle,. Elle compte 32 emplois en 2018, contre 44 en 2013 et 48 en 2008. Le nombre d'actifs ayant un emploi résidant dans la commune est de 164, soit un indicateur de concentration d'emploi de 19,8 % et un taux d'activité parmi les 15 ans ou plus de 51,5 %.
Sur ces 164 actifs de 15 ans ou plus ayant un emploi, 27 travaillent dans la commune, soit 17 % des habitants. Pour se rendre au travail, 90,4 % des habitants utilisent un véhicule personnel ou de fonction à quatre roues, 3,6 % s'y rendent en deux-roues, à vélo ou à pied et 6 % n'ont pas besoin de transport (travail au domicile).

### Activités hors agriculture
31 établissements sont implantés  à Soueix-Rogalle au 31 décembre 2019. Le tableau ci-dessous en détaille le nombre par secteur d'activité et compare les ratios avec ceux du département,.
| Secteur d'activité                                                                                        | Commune | Commune | Département |
| Secteur d'activité                                                                                        | Nombre  | %       | %           |
| --- | ------- | ------- | ----------- |
| Ensemble                                                                                                  | 31      |         |             |
| Industrie manufacturière, industries extractives et autres                                                | 4       | 12,9 %  | (12,9 %)    |
| Construction                                                                                              | 7       | 22,6 %  | (14,2 %)    |
| Commerce de gros et de détail, transports, hébergement et restauration                                    | 8       | 25,8 %  | (27,5 %)    |
| Information et communication                                                                              | 1       | 3,2 %   | (1,8 %)     |
| Activités spécialisées, scientifiques et techniques et activités de services administratifs et de soutien | 7       | 22,6 %  | (13,2 %)    |
| Administration publique, enseignement, santé humaine et action sociale                                    | 1       | 3,2 %   | (14,4 %)    |
| Autres activités de services                                                                              | 3       | 9,7 %   | (8,8 %)     |

Le secteur du commerce de gros et de détail, des transports, de l'hébergement et de la restauration est prépondérant sur la commune puisqu'il représente 25,8 % du nombre total d'établissements de la commune (8 sur les 31 entreprises implantées  à Soueix-Rogalle), contre 27,5 % au niveau départemental.

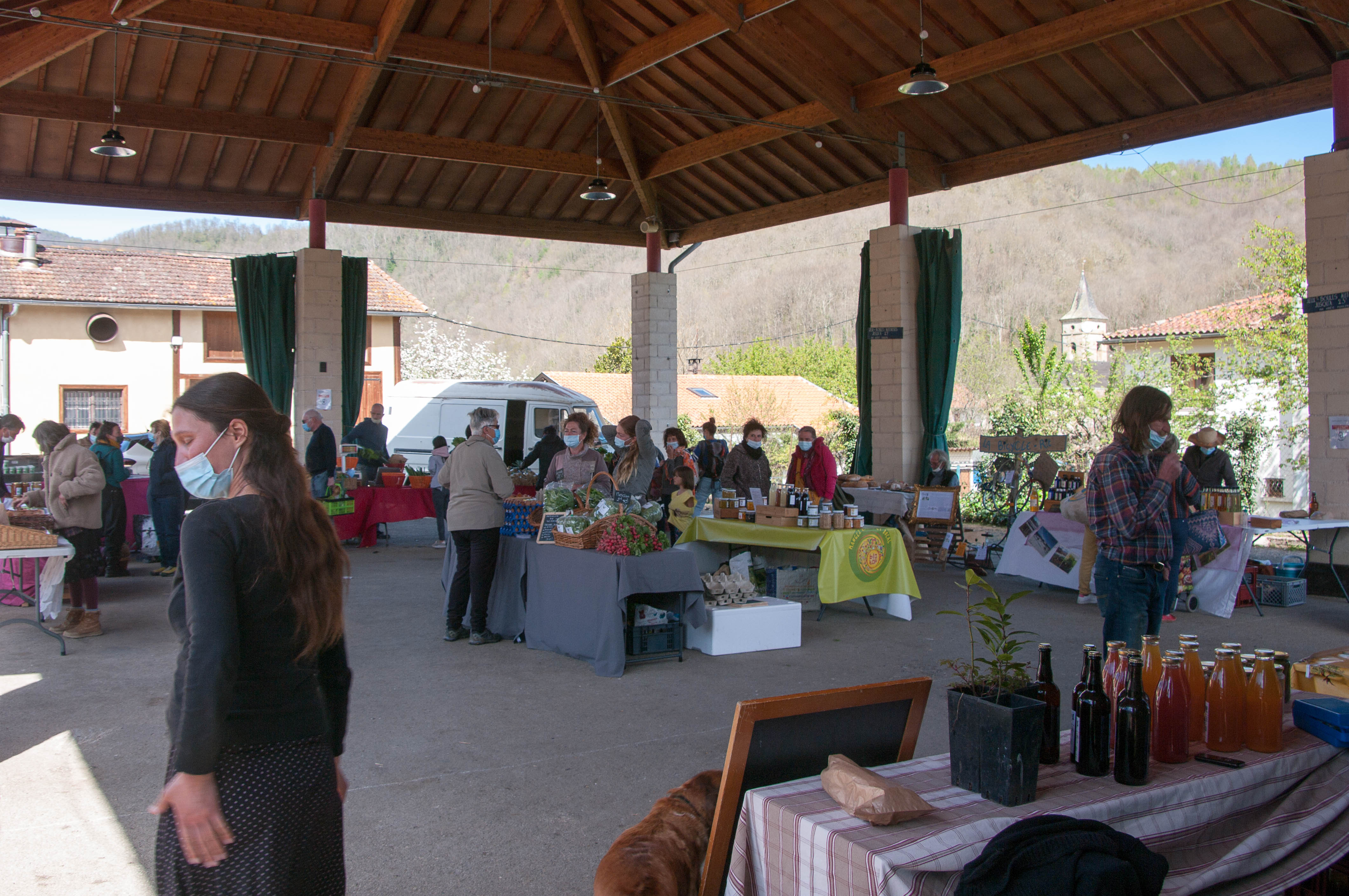
Le petit marché du mercredi des producteurs locaux se tient sous la halle, ici le 14 avril 2021.

- Marché le mercredi de 16 h à 19 h 30, toute l'année sous la halle (240 m2) ;
- Village de vacances des Quatre Chemins, à Soueix ;
- Restaurant « Le Perroquet », à Soueix ;
- Rogalle a donné son nom au fromage de vache au lait cru le Rogallais qui est affiné sur la commune voisine de Seix.

### Agriculture
La commune fait partie de la petite région agricole dénommée « Région pyrénéenne ». En 2010, l'orientation technico-économique de l'agriculture  sur la commune est l'élevage d'herbivores hors bovins, caprins et porcins.
|                                   | 1988 | 2000 | 2010 |
| --------------------------------- | ---- | ---- | ---- |
| Exploitations                     | 20   | 17   | 13   |
| Superficie agricole utilisée (ha) | 376  | 491  | 452  |

Le nombre d'exploitations agricoles en activité et ayant leur siège dans la commune est passé de 20 lors du recensement agricole de 1988 à 17 en 2000 puis à 13 en 2010, soit une baisse de 35 % en 22 ans. Le même mouvement est observé à l'échelle du département qui a perdu pendant cette période 48 % de ses exploitations. La surface agricole utilisée sur la commune a quant à elle augmenté, passant de 376 ha en 1988 à 452 ha en 2010. Parallèlement la surface agricole utilisée moyenne par exploitation a augmenté, passant de 19 à 35 ha.

## Vie pratique

### Enseignement
École primaire publique à Soueix.

### Activités sportives
- Rugby à XV : Union sportive du Haut-Salat.
- 8e étape du Tour de France 2009 et 13e étape du Tour de France 2017.

### Écologie et recyclage
La déchetterie intercommunale se trouve à Oust au lieudit la Pièce Longue, ouverte du lundi au samedi.

## Culture locale et patrimoine

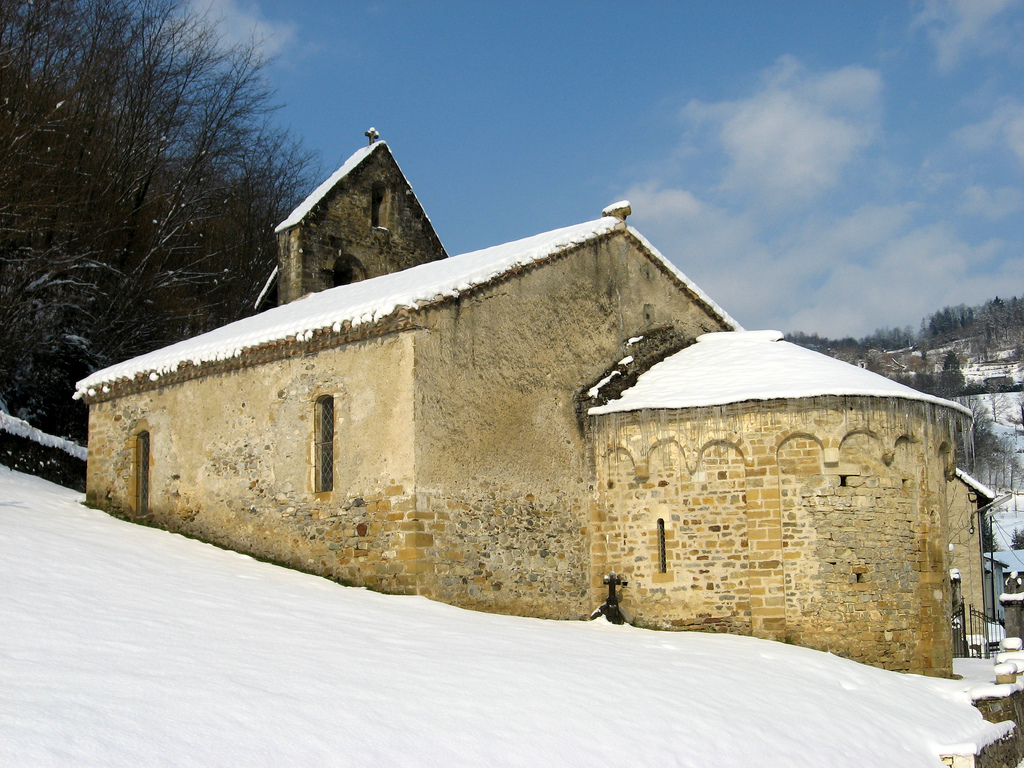
La chapelle Saint-Sernin.

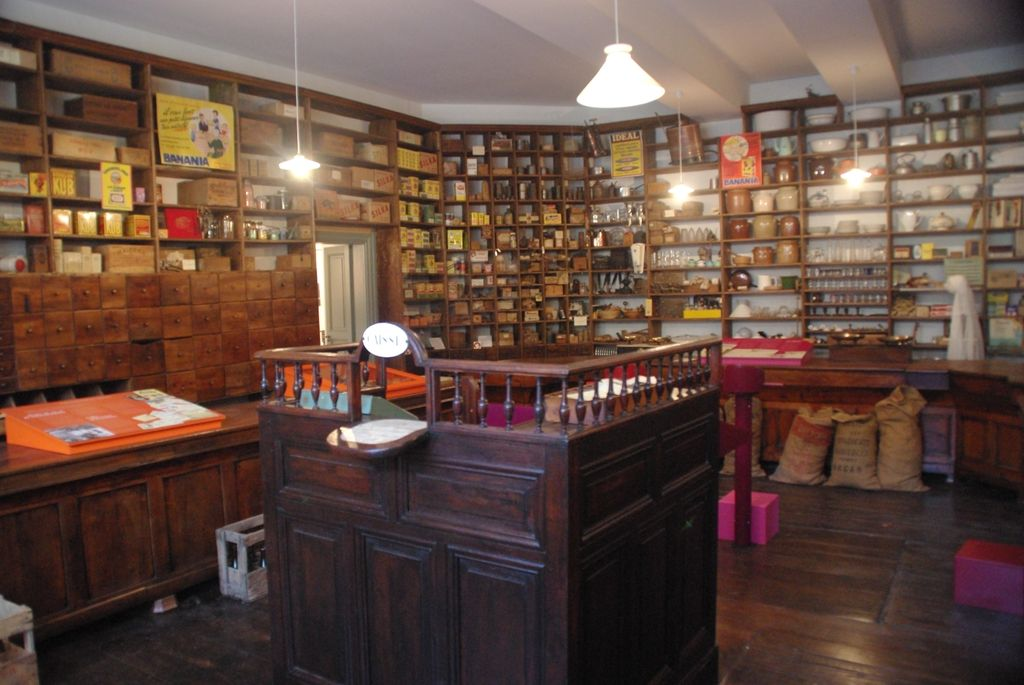
Le musée et son stock préservé.

### Lieux et monuments
- Chapelle Saint-Sernin, de style roman, avec clocher à arcade, classée au titre objet des monuments historiques en 1977[57].
- Église Saint-Michel de Soueix[58],[59].
- Église Notre-Dame-de-l'Assomption de Rogalle reconstruit au cours du XIXe siècle[60]. Au début du XXIe siècle, l'intérieur a été décoré par le peintre Jean-Bernard Lalanne[60]. En 2017, des travaux de restauration de la toiture sont entrepris par la commune[61].
- Léguée à la commune, la Maison Souquet est devenue un musée des colporteurs[62],[63] où venaient s'approvisionner en marchandises les colporteurs ariégeois qui sillonnaient ensuite les quatre continents pour vendre le contenu de leurs marmottes. Cet établissement est resté tel qu'il était au milieu du XIXe siècle avec les comptoirs, les étagères et les tiroirs encore emplis de produits d'époque.

### Personnalités liées à la commune
- Pierre Vidal (1894-1958), né sur la commune, maire d'Oust, conseiller général et député de l'Ariège de 1932 à 1936.
- Jean-Marie Morère, né en 1896 à Soueix, ancien combattant de 1914-1918, rescapé de l'expédition des Dardanelles. Entré dans la police de Marseille en mai 1921, il démissionne en mars 1943, entre en résistance et devient progressivement responsable du réseau Wi-Wi de renseignements franco-américain dépendant de l'Office of Strategic Services (O.S.S.)[64].